# 荒尾成尚
荒尾 成尚（あらお なりなお）は、江戸時代後期の鳥取藩家老。米子荒尾家8代。

## 経歴
明和3年（1766年）、鳥取藩家老荒尾成煕の長男として生まれる。
天明7年（1787年）9月、成熙の死去により家督相続し、米子城代となる。寛政元年（1793年）3月、幕府巡見使（石尾七郎兵衛、花房佐五郎、小浜平太夫）が米子を通過することなり、米子入りしてその供応にあたった。。
寛政6年（1794年）2月、岡山藩家老池田政喬の娘と結婚する。同年12月、御職家老（執政家老）となる。寛政7年（1795年）7月、嫡男の駒之助（成緒）が誕生する。寛政8年（1800年）、御根取となる。
寛政12年（1800年）2月、藩主池田斉邦が将軍徳川家斉の面前で元服した際に、ともに登城し将軍に拝謁する。文化4年（1807年）8月、藩主斉邦死去により江戸に出府する。10月、新藩主となった斉稷が将軍家斉の面前で元服した際、ともに登城し将軍に拝謁する。
文政元年（1818年）8月、隠居して家督を成緒に譲る。文政6年（1823年）1月2日死去、享年57。